# سيدي عبد المومن
سيدي عبد المومن هي قرية أمازيغية جبلية مغربية وسط المملكة. تنتمي سيدي عبد المومن لإقليم شيشاوة. تضم هذه القرية 9.802 نسمة (إحصاء 2004)، وتتكون هذه الجماعة من عدة دواوير مثل دوار تارسلت ودوار تدنست وايت إسماعيل.